# Mohelnice (Dél-plzeňi járás)
Mohelnice település Csehországban, a Dél-plzeňi járásban. Mohelnice Kasejovice, Mileč, Čmelíny, Třebčice és Tojice településekkel határos. Lakosainak száma 70 fő (2024. január 1.).

## Népesség
A település lakosságának változását az alábbi diagram mutatja:
| Lakosok száma | 243  | 203  | 200  | 148  | 114  | 70   | 61   | 61   | 63   | 70   |
|               | 1869 | 1890 | 1921 | 1950 | 1980 | 2001 | 2017 | 2019 | 2022 | 2024 |